# Localización de sitios web
La localización de sitios web constituye el proceso de adaptación de un sitio web preexistente a la lengua y cultura locales de un mercado objetivo.
La localización de sitios web es mucho más que una simple traducción. En efecto, la traducción solo resuelve algunos problemas idiomáticos. También se deben convertir las unidades de medida; las imágenes y el texto se deben modificar para resultarle atractivos a la cultura de destino.
Un concepto importante es el de locale, que se entiende como el segmento de mercado definido por criterios que incluyen idioma, moneda, en ocasiones nivel educativo o socioeconómico.
Al localizar un sitio web, se debe poner el foco en las exigencias del usuario; los lectores de la versión localizada del sitio web deben ser capaces de leer y comprender las páginas de modo que tenga sentido para ellos. Además, se deben considerar los objetivos del cliente, ya sea una institución, agencia gubernamental, empresa o persona.